# جوزيف د. بارون
جوزيف د. بارون (بالإنجليزية: Joseph D. Barron)‏ هو سياسي أمريكي، ولد في 19 مارس 1833، وتوفي في 11 يونيو 1910. حزبياً، نشط في الحزب الديمقراطي. وقد انتخب عضو مجلس نواب ألاباما.